# Altheimer
Altheimer – miasto w Stanach Zjednoczonych, w stanie Arkansas, w hrabstwie Jefferson.